# 喬·帕丁頓
喬·帕丁頓（英語：Joe Partington；1990年4月1日—）是一位威爾士足球運動員，在場上司職後衛。他現在效力於英格蘭足球議會聯賽球隊伊斯特利足球俱乐部。

## 外部連結
- 足球数据库：喬·帕丁頓的球员统计数据